# Ausoceretes
Els ausoceretes, també anomenats ausoceretans o ausocèretes eren un poble preromà, segurament ibèric, que ens és desconegut en gran manera. De les fonts clàssiques que parlaren sobre els pobles ibers només foren citats per Ruf Fest Aviè a Ora martitima. El nom compost que va usar Aviè per denominar-los ha fet pensar que pogués ser una fusió a mig camí entre els ausetans i els ceretans. És per la seva descripció que els situem a l'actual comarca de la Garrotxa; encara que en aquesta zona Ptolemeu hi emplaçava el poble dels castel·lans.